# Legislativ
Legislativul (din latină: lex, legis (f.) = lege) este în teoria politică una dintre cele trei puteri fundamentale independente din statul democratic modern, conform principiului 
Separării puterilor în stat promovat de către  Montesquieu. Celelalte două puteri sunt  Executivul (entitatea care guvernează) și  Judiciarul (entitatea care aplică și interpretează legile). Legislativul este însărcinat cu dezbaterea și aprobarea legilor în sensul conținutului și formei acestora, precum și cu controlul asupra executivului și judiciarului.

## Terminologie
Organul legislativ poate fi numit diferit de la țară la țară: Adunare Federală (Austria, Rusia, Elveția), Adunare Populară (Albania, Bulgaria), Adunare Națională (Armenia, Belarus, Ungaria, Vietnam), Asambleia Națională (Afganistan, Bangladeș, Venesuela),  Rada (Slovacia, Ucraina), Consiliu (Iran, Irac, Siria, Andorra), Parlament (Moldova, Marea Britanie, Franța, Slovenia, România, Belgia) și așa mai departe.

## Sisteme și forme ale Legislativului
Legislativul dezbate și votează proiecte. Poate fi compus din mai multe adunări separate, numite de diverse nume, inclusiv camere legislative, camere de dezbateri și studii, care dezbat și votează separat și au puteri distincte. Legislativul care funcționează ca o singură unitate este  unicameral, unul împărțit în două camere este  bicameral.

### Sistemul unicameral
Unicameral - sistem parlamentar în care parlamentul (organul legislativ al statului) este constituit dintr-o singură adunare reprezentativă (Portugalia, Moldova, Norvegia, Serbia)
Avantaje și dezavantaje ale sistemului unicameral
Avantaje:
- Parlamentul unicameral asigură rapiditate, fluiditate, cursivitate activității legislative. Un asemenea parlament ar fi foarte util și eficient societăților care trec de la un sistem politic totalitar de genul comunismului la unul democratic, unde există o mare nevoie de reformare și restaurare legislativă;
- Fiind redus numeric, parlamentul unicameral necesită mai puține cheltuieli pentru întreținerea și funcționalitatea sa;
- Existența sistemului parlamentar unicameral ușurează relația dintre Legislativ și Executiv, evitând eventualele tensiuni, opoziții ce s-ar putea naște în cazul parlamentul bicameral, între camerele acestuia, între acesta și Executiv sau instituția șefului statului.

Dezavantaje:
- Sub aspectul democrației, parlamentul unicameral nu ar constitui o reprezentare prea fidelă a voinței poporului, întrucât prin numărul redus al membrilor săi, acesta ar fi un element restrictiv, limitativ;
- Într-un parlament unicameral se creează o mult mai mare posibilitate de subordonare sau de dominare a sa de către forța politică, care deține majoritatea sau de executiv, fapt ce ar putea crea premisele instaurării despotismului sau chiar a dictaturii. O asemenea posibilitate se poate crea și pentru șeful statului sau cel puțin acesta și-ar putea impune mai ușor propria strategie politică;
- Ușurința, rapiditatea, fluiditatea în adoptarea legilor, care ar fi caracteristică parlamentului unicameral, ar fi în detrimentul calității și consistenței actului legislativ.

### Sistemul bicameral
Bicameral - sistem parlamentar alcătuit din două adunări reprezentative, denumite, în unele state, camere (Marea Britanie: Camera Comunelor și Camera Lorzilor; în România: Adunarea Deputaților și Senatul; Rusia: Consiliul Federației și Duma de Stat).
În sistemul bicameral, o cameră este considerată, de obicei, superioară, în timp ce cealaltă este considerată inferioară. Cele două tipuri nu sunt rigid diferite. Membrii camerei superioare tind să fie aleși sau numiți în mod indirect și pe perioade mai îndelugate, nu aleși direct de populație asemenea ca membrii camerei inferioare. În unele sisteme, în special în sistemele parlamentare, partea superioară are mai puțină putere și tinde să aibă un rol mai consultativ, dar în altele, în special în sistemele prezidențiale, camera superioară are putere egală sau chiar mai mare.
Avantaje și dezavantaje ale sistemului bicameral
Avantaje:
- Prin prezența a două camere și implicit a unui număr mai mare de membri, parlamentul bicameral va realiza o reprezentare mai largă, mai fidelă a voinței poporului, a tuturor claselor și grupărilor sociale, a forțelor politice din societate, fapt cu consecințe pozitive pentru democratismul său politic;
- Sfera mult mai largă și mai variată a forțelor politice reprezentate în parlamentul bicameral ar înlătura posibilitatea subordonării sale fie de forța social-politică majoritară, fie de executiv sau de șeful statului. În felul acesta, s-ar diminua considerabil posibilitatea instaurării dictaturii sau a unui regim totalitar;
- Sistemul bicameral ar permite o dezbatere mai amplă, mai profundă a proiectelor legislative, ar aduce în planul dezbaterilor opțiuni, soluții multiple și diverse, fapt cu efecte pozitive asupra calității, consistenței, profunzimii actului legislativ.

Dezavantaje:
- Mulți politicieni și juriști contestă plusul de democrație pe care l-ar conferi sistemul bicameral, făcând trimitere la faptul că în multe sisteme membrii uneia din camere, de regulă Senatul, sunt parțial numiți de șeful statului;
- Sistemul bicameral, prin prezența a două camere, ar genera tensiuni, opoziții atât între cele două Camere componente cât și între acestea și executiv, fapt ce ar agita, tensiona, viața social-politică;
- Numărul mult mai mare al membrilor parlamentului bicameral ar genera o creștere considerabilă a efortului financiar pentru întreținerea și funcționarea sa, fapt ce ar agrava și în unele cazuri, ar întrece posibilitățile economice ale societăților mici și mijlocii. Acest fapt ar împiedica însăși politica de dezvoltare a acestor societăți;
- Parlamentul bicameral, prin mecanismul său mult mai greoi de adoptare a legilor, cu posibilitate mărită de respingere de către cameră a unui proiect legislativ sau a imposibilității realizării medierii între cele două camere, constituie motive pentru rezerve sau critici la adresa acestui sistem [1].

## Funcțiile și atribuțiile Legislativului
În statele în care există o separare a puterilor, puterea legislativă aparține unui organ de stat separat implicat în elaborarea legislației. Funcțiile legiuitorului pot include: aprobarea programului guvernului; adoptarea de modificări fiscale; adoptarea bugetului național;
ratificarea acordurilor și tratatelor internaționale; declararea stării de război; declararea mobilizării generale sau parțiale; reglementarea alegerilor; reglementarea organizării și desfășurării referendumului; organizarea si funcționarea organelor de stat precum și a partidelor politice; organizarea forțelor armate și a apărării naționale; stabilirea regimului juridic al stării de asediu și a celei de urgență; stabilirea infracțiunilor și pedepselor; acordarea amnistiei; reglementarea cetățeniei; stabilirea regulilor privind statutul și capacitatea persoanelor fizice și juridice; stabilirea sistemului general al impozitelor și taxelor; emisiunea de monedă;
stabilirea regimului proprietății și al moștenirii; stabilirea regulilor generale privind raporturile de muncă, sindicatele și securitatea socială; organizarea învatamântului; organizarea administrativă a teritoriului; stabilirea statutului funcționarilor publici; stabilirea procedurilor jurisdicționale, etc.

## Organizarea internă
Fiecare cameră a Legislativului este alcătuită dintr-un număr de legislatori, care folosesc o formă de procedură parlamentară pentru a dezbate chestiuni politice și pentru a vota legislația propusă. Obligatoriu, trebuie să fie un anumit număr de legislatori prezenți pentru a desfășura aceste activități.  Acest lucru se numește cvorum.
Unele dintre responsabilitățile unei legislaturi, cum ar fi acordarea primei atenții legislației nou propuse, sunt, de obicei, delegate comisiilor formate din câțiva membri ai camerei (camerelor). 
Membrii unei legislaturi reprezintă de obicei diferite partide politice; membrii fiecărui partid se întâlnesc, în general, ca un caucus pentru a-și organiza afacerile interne.

## Putere
Legislațiile variază foarte mult în ceea ce privește puterea politică pe care o exercită în comparație cu alți actori politici, cum ar fi sistemul judiciar, militar și executiv. În 2009, oamenii de știință, M. Steven Fish și Matthew Kroenig, au elaborat un indice al puterii parlamentare în încercarea de a cuantifica diferitele grade de putere în cadrul legislației naționale.  Bundestagul german, Parlamentul italian și  Marele Khural al statului mongol, sunt cu cel mai înalt grad, în timp ce Camera Reprezentanților din Myanmar și Adunarea Federală de Tranziție a Somaliei (înlocuită de Parlamentul Federal din Somalia), indecele indică cel mai jos nivel al puterii 
Unele sisteme politice urmează principiul supremației legislative, care consideră că legislativul este ramura supremă a guvernării și nu poate fi legat de alte instituții. Un astfel de sistem sporește puterea legiuitorului.
Ca formă parlamentară de guvernare, Legislativul este autoritatea supremă. Una dintre funcțiile sale este numirea (alegerile) Președintelui, care îndeplinește funcții principale, dar nu are o putere reală.
În forma prezidențială de guvernare, Președintele și Parlamentul sunt aleși independent unul de celălalt. Proiectele înaintate de  Parlament sunt aprobate de șeful statului - Președintele, care are dreptul să dizolve Parlamentul 